# Păcureți
Păcureți es una comuna del distrito de Prahova, Muntenia, Rumanía. Se encuentra conformado por las aldeas de Bărzila, Curmătura, Matița, Păcureți (capital) y Slavu.

## Asentamiento
El pueblo Păcureți está ubicado en la parte central-estica de la comarca, en Subcárpatos de la curva. Está cruzada de carretera comarcal DJ231, que o vincula hacia el sur con Bălțești y hacia el oeste con Măgurele (donde se termina el DN1). Por la parte este de la comuna, por la aldea Matița, pasa y la carretera comarcal DJ100M, que vincula la comuna hacia el sur con Podenii Noi y hacia el norte con Cărbunești.

## Historia
A finales del siglo XIX, la localidad era formada de las aldeas Păcureți y Matița y formaba parte de la región Podgoria (El Viñedo) de la comarca de Prahova. En la comuna estaba una escuela fundada en 1864 y concurrida de 86 alumnos (desde cuales 15 eran chicas) y dos iglesias — una en Matița, construida en 1800, y una en Păcureți, datando de 1807. En el periodo entreguerras, el anuario Socec consigna y las aldeas Slavu y Bărzila y también una población de 2612 habitantes. En 1931, la localidad estaba constituida por las aldeas Bărzila, Matița, Păcureți, Nucet (Gornet) y Slavu.
En 1950, estuvo adscrita a la sección administrativa Teleajen perteneciente a la región de Prahova y luego, desde 1952, a la región de Ploiești. En 1968, devino comuna de la comarca Prahova, en la actual composición, la aldea Nucet siendo transferida a la comuna Gornet.

## Demografía
La composición étnica de la comuna de Păcureți
- Rumanos (97,2 %)
- Desconocido (2,6 %)
- Otra etnia (0,18 %)

La composición confesional de la comuna de Păcureți
- Ortodoxos (96,97 %)
- Desconocido (2,6 %)
- Otra religión (0,41 %)

Conforme al censo efectuado en 2011, la población de la comuna Păcureți se eleva a 2.149 habitantes, en disminución frente al censo anterior de 2002, cuando se habían registrado 2.289 habitantes. La mayoría de los habitantes están rumanos (97,21 %). Para 2,61 % de población, pertenencia étnica no está conocida.
Del punto de vista confesional, la mayoría de los habitantes están ortodoxos (96,98 %). Para 2,61 % de población, no está conocida la pertenencia confesional.

## Política y administración
La comuna Păcureți está administrada de un alcalde y un consejo local compuesto de 11 concejales. El alcalde, Grigore Andreescu, de Partido Social Demócrata, está en función desde 2008. Comenzando con las elecciones locales de 2020, el consejo local tiene la siguiente composición sobre partidos políticos:
- Partido Social Demócrata = 6 concejales
- Partido Ecologista de Rumania = 2 concejales
- Partido Pro Rumania = 2 concejales
- Partido Movimiento Popular = 1 concejal

## Personalidades
- Dumitru Balalia (1911 - 1993), oficial comunista